# Остендам
Остендам (нід. Oostendam) — село в нідерландській провінції Південна Голландія. Входить до муніципалітету Ріддеркерк.
Його площа становить 1,72 км², а населення станом на 2021 рік складало 615 осіб.
Перша згадка про населений пункт датується 1435 роком.